# جزیره اسپیر
جزیره اسپیر یکی از جزایر دریاچه ارومیه است و در پارک ملی دریاچه ارومیه قرار دارد. وسعت این جزیره به ۱۲۵۰ هکتار می‌رسد. این جزیره در غرب کبودان و در ۲۷ کیلومتری بندر گلمخانه واقع شده‌است. این جزیره پذیرای پرندگانی همچون فلامینگو، مرغ سقا، کاکایی و غاز است. امکانات و تأسیسات جزیره شامل اسکله و امکانات مناسب برای شنا و ورزش‌های آبی است.
ارتفاع بلندترین نقطه جزیره ۱۴۲۲ متر از سطح دریاهای آزاد است.
اسپیر، جزیره اسپیرو و جزیره اسپیرک سه جزیره کوچک نزدیک به هم هستند.